# Мадрид
Мадри́д (ісп. Madrid) — столиця та найбільше місто Іспанії, адміністративний центр автономної спільноти Мадрид. Розташоване в центральній частині Піренейського півострова. Великий Мадрид є найбільшою міською агломерацією Південної Європи із площею 1,2 тисячі км². Безпосередньо місто розташоване на території завбільшки 607 км² та включає 21 адміністративний район. Головна окраса столиці — Мадридський собор. Населення міста — 3 273 049 мешканців (2010 рік), а включаючи передмістя — понад 7 млн.

## Історія назви та міста
За легендою, Мадрид заснував античний герой Окній, син Тиберина (бога річки Тибр) та віщунки Манто. На березі річки Мансанарес була заснована фортеця Мантуя Карпетанська. Існує версія, що назва Мадрид походить від кельтського Маджерит — «великий міст» (що після арабського завоювання Іспанії перетворився на Маджерит). Однак історія того, що має назву «Вілья» (за аналогією Сіті у Лондоні), бере початок лише у 852 році, коли маври побудували тут фортецю Маджеріт (або Матріт), яка слугувала захистом для найбільшого міста півострова — Толедо. В перекладі з арабської слово «Маджеріт» означало «джерело води» (через значні водні ресурси цього району). У X столітті у маленькому Мадриді народився Маслама-аль-Майріті, найвідоміший астроном Кордовського халіфату і засновник математичної школи. У 1085 році фортецю захопили християни, але протягом ще п'яти століть архітектурний та національний склад міста майже не змінювалися. Християни, маври та євреї мирно співіснували до кінця XV століття. Увесь цей період Мадрид був лише супутником Толедо, що у добу Раннього Середньовіччя був процвітаючим центром Кастильського королівства.
Сучасний Мадрид, зберіг релікти початкової арабської фортеці. Це руїни стін фортеці – «Арабська стіна», сторожової вежі (паркінг під Plaza de Oriente), фундаменти головної мечеті тощо. В межах колишнього арабського міста археологи знаходять господарські підземелля перших його мешканців. Арабський стиль – мудехар міцно увійшов до іспанської архітектури. Деякі старовинні храми Мадрида, зокрема королівський костел св. Петра (San Pedro el Real/San Pedro el Viejo), імовірно XV ст., за традицією побудований на місці конвертованої після завоювання Мадрида на костел мечеті. 
Місто процвітало й дістало звання «вілья» у 1123 році. 1188 року представники Мадрида вперше взяли участь у засіданні Парламенту (Кортесів) Кастилії. Влада у місті належала Раді, що обиралася народом. Так було до 1346 року, аж поки король Альфонсо XI не запровадив систему регентства, коли лише представники місцевої олігархії мали право керувати містом.
Мадрид був місцем тимчасового перебування кастильських королів: Пабло I і Енріке II. Останній на початку XV століття наказав переробити місцеву цитадель (Алькасар) у палац, а також розпочати будівництво палацу, що мав слугувати літньою резиденцією. Мадрид часто ставав місцем коротких зупинок іншого кастильського монарха Карлоса I. Його приваблювали сусідні ліси, що славилися великою кількістю дичини. Через це Карлос I наказав побудувати мисливський павільйон на сусідніх землях Ель-Пардо.
Під час правління католицьких королів Мадрид активно розвивався — насамперед завдяки звільненню населення від податків та наданню різноманітних привілеїв. Наприкінці XV століття місто налічувало 3400 жителів, які мешкали у середньовічному кварталі, який починався в Алькасарі, уздовж Пагорба Сліпих, Вістільї, брами Маврів, Кавас, Зачиненої брами, Печери Сан Мігеля до площі Каньйос дель Перраль. Найвідомішою спорудою міста був Алькасар, який входив до складу нових фортифікацій - християнських стін, що колом, що оточували місто.
У червні 1561 року, коли «вілья» налічувала вже 30 тисяч жителів, король династії Габсбургів Феліпе II переніс двір з Толедо до Мадрида, розмістивши його у стародавньому Алькасарі. Причина такого кроку була цілком прагматичною: необхідно було зменшити вплив могутнього архієпископа Толедо на Двір короля. Окрім того, молодій дружині короля не подобався Толедо, і вона благала чоловіка знайти нове місце для Королівського Двору. Мадрид з його мікрокліматом, оточений лісами і розташований на річці Мансанарес, став доречною кандидатурою. Відтоді «вілья де Мадрид» став столицею динамічно зростаючого Іспанського королівства (за винятком періоду 1601—1606 років, коли столицею тимчасово був Вальядолід, та періоду Громадянської війни, коли функції столиці у різний час виконували Валенсія і Барселона).
Маленьке місто у центрі країни за один день перетворилося на столицю найпотужнішої світової імперії. У 1625 році Феліпе IV наказав зруйнувати стіни міста і побудувати нове фортифікаційне коло, яке проіснувало аж до XIX століття. Уряд засідав у Королівському Алькасарі, Королівському Палаці і Східному Палаці (Plaza de Oriente). Одночасно будувався ще один палац на іншому боці міста. Він був оточений садами і отримав назву Палац «Буен Ретіро», де розташовувалася Тронна зала.

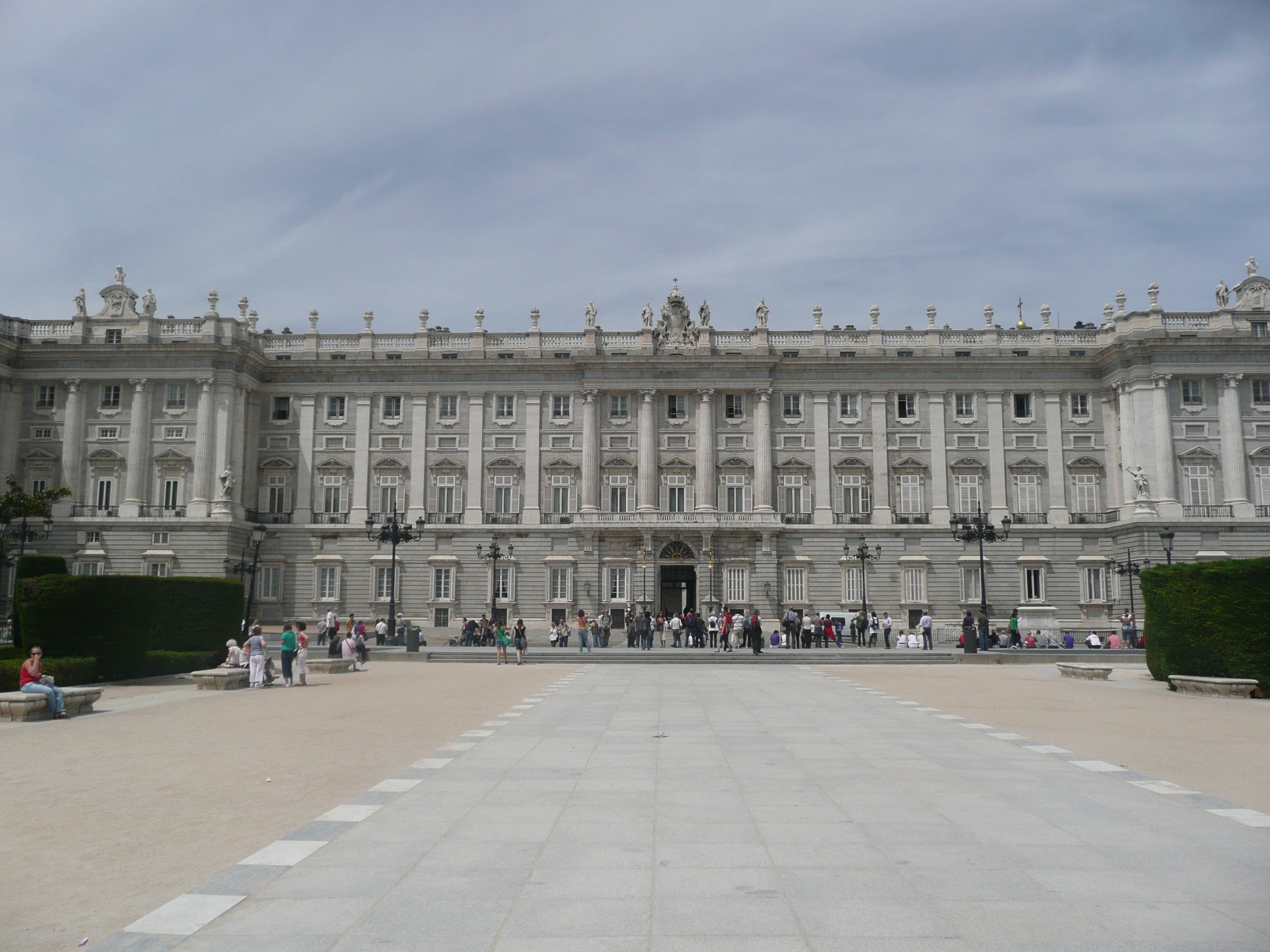
Королівський палац у Мадриді

Зміна династії і прихід до влади Бурбонів мали для інфраструктури Мадрида дуже позитивні наслідки. Темні, брудні і вузькі вулички, будинки без належної каналізації почали відходити у минуле. Пожежа 1734 року в Королівському Алькасарі, внаслідок якої була знищена третина королівської колекції картин, змусила побудувати новий королівський палац — Palacio Real. Роботи велися до 1755 і завершилися лише при царюванні Карлоса III. Саме Карлос III отримав звання «найкращого мера Мадрида». При ньому були побудовані мости, лікарні, парки, фонтани, каналізаційна система. В оновленні іспанської столиці взяли участь найвідоміші на той час архітектори і дизайнери: Франческо Сабатіні, Вентура Родрігес, Хуан де Вільянуева. Проєкт Салон Прадо, що реалізувався на околицях міста між комплексом Буен Ретіро і фортифікаційним муром, — найважливіший в історії міста середини XVIII століття. В цей час були побудовані бульвар Прадо і Реколетос, бульвар Пасео де ла Кастельяна, фонтани Нептуна, Сібелеса і Аполлона, Королівський ботанічний сад, Астрономічна обсерваторія або Кабінет природничої історії, що пізніше трансформуються у музей Прадо. У XVIII столітті в окрему адміністративну одиницю виділена провінція Мадрид.
Під час короткого перебування у Мадриді французьких загарбників Жозеф Бонапарт наказав провести реконструкцію площі Пуерта дель Соль та вулиць, що прилягали до неї. Повстання мешканців Мадрида 2 травня 1808 року стало початком війни за незалежність від французьких загарбників.
Доба XIX століття, коли Іспанія втратила майже всі свої колонії, залишила небагато слідів в архітектурі іспанської столиці. Найяскравіший слід — будівництво залізничного вокзалу Аточа. Він був закладений 1851 року, хоча будівництво основної споруди датується 1888—1982 роками. Аточа був спроєктований Альберто Паласіо, учнем славнозвісного Густава Ейфеля. Еклектична споруда була зроблена із заліза та цегли та була втіленням індустріальної архітектури, що панувала у той час в Європі. Вокзал став символом промислового росту іспанської столиці, оскільки саме через нього кілька поколінь іммігрантів-робітників прибували до Мадрида.
1860 року нарешті був зруйнований мур Феліпе IV.
У 30-х роках XX століття відкрилася Гран Віа, а 1919 року — перша станція метрополітену.
Громадянська війна 1936—1939 років залишила глибокий слід в історії Мадрида. Особливо постраждала західна частина міста. У другій половині XX століття Мадрид почав рости шаленими темпами. Площа міста зросла майже у 10 разів: з 66 км². до 607 км², поглинувши 13 сусідніх районів (Аравака, Барахас, Фуенкараль, Орталеса, Вальєкас, Вільяверде тощо). Зростання міста відбувалося неконтрольованими темпами, що спричинило появу нетрів. Під час диктатури Франко були побудовані Арка Перемоги, Міністерство навколишнього середовища (споруджене у неогрегоріанському стилі) та Будинок профспілок.
План облаштування агломераційної зони Мадрида, схвалений у 1963 р., започаткував тенденцію субурбанізації, коли спальними районами стали Хетафе, Алькоркон, Фуенлабрада, Леганес, Сан Себастьян де лос Рейєс, Сан Фернандо де Енарес, Алькобендас, Кослада.
У п'ятдесяті роки був подовжений бульвар Пасео де ла Кастельяна; там почали будуватися сучасні споруди і хмарочоси найвідоміших світових компаній.
Після смерті Франко розпочалася демократична доба, коли мера Мадрида почали обирати всенародно. 1992 року був модернізований вокзал Аточа. Реставрована більшість історичних споруд міста. У 2007 на площі Карлоса I королівська пара Іспанії відкрила пам'ятник жертвам терористичної атаки у мадридській залізниці.
У XXI столітті на місто чекають нові виклики: стримування цін на нерухомість, розширення міста; перемоделювання історичного центру; інтеграція іммігрантів у життя міста, проблеми з водопостачанням.

## Українці в Мадриді
Одними з перших на захист Мадрида в серпні 1936 р. встигли приїхати 37 уродженців Західної України, котрі заробляли на хліб як шахтарі й металурги в Бельгії та Франції. 

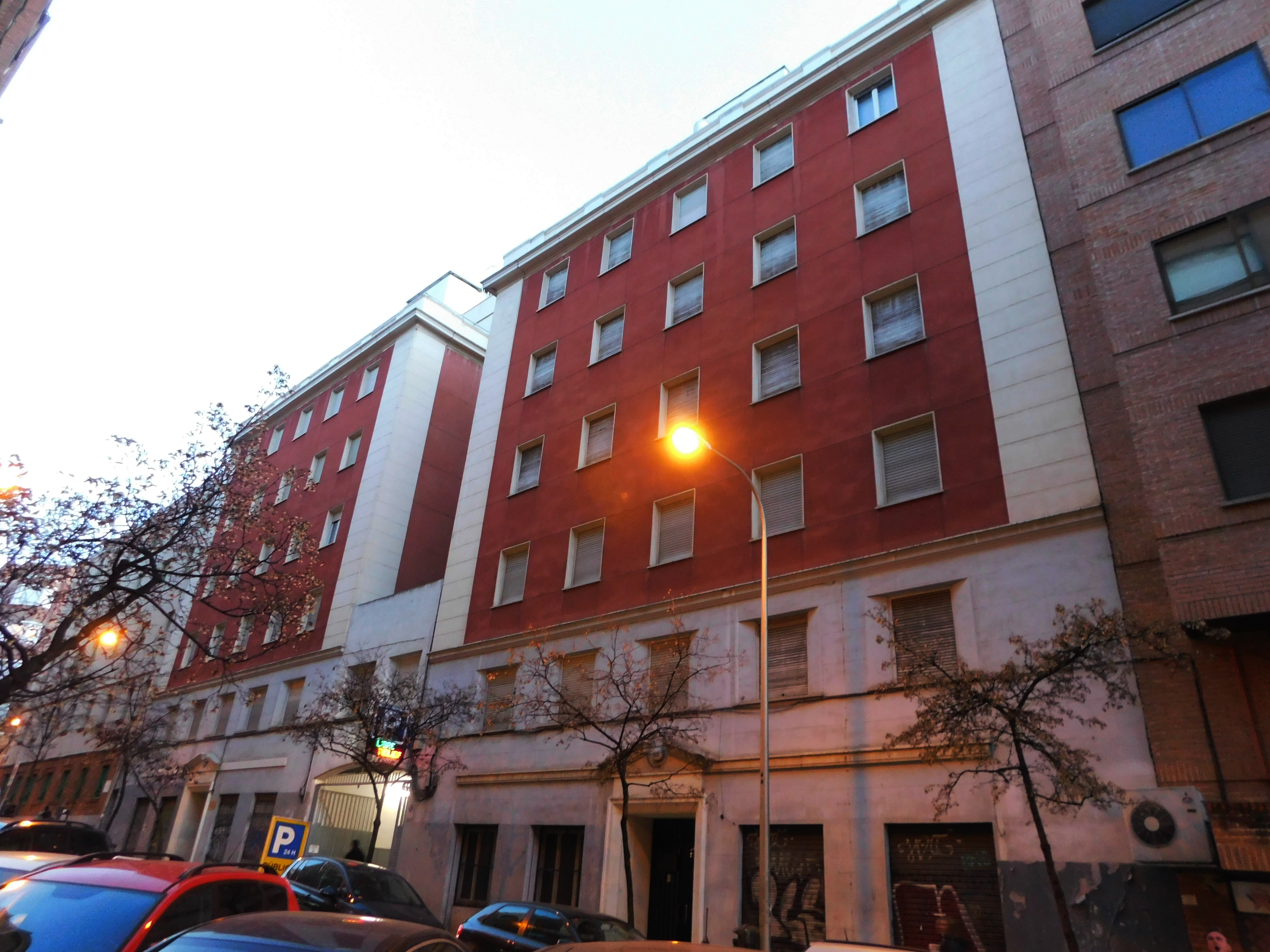
Будівля колишнього гуртожитку українських студентів по вул. C/ de Donoso Cortés, 63, на якій встановлена меморіальна дошка. Фото 2023 р.

У 1948-50 рр. з ініціативи української греко-католицької церкви за підтримки Ватикану та Червоного хреста та при повній фінансовій допомозі іспанського уряду до Мадриду на навчання в Мадридському університеті та Політехнічному університеті прибули молоді українці – колишні вояки дивізії «Галичина», яких утримували в Ріміні, а пізніше Великій Британії. Головним меморіальним місцем української громади в Мадриді є будівля колишнього гуртожитку українських студентів по вул. C/ de Donoso Cortés, 63, на якій встановлена меморіальна дошка. Гуртожитком та студентами опікувалася спеціально створена іспанська організація «Католицька організація університетської допомоги». Українські студенти створили хор та танцювальний ансамбль, завдяки чому активно пропагували українську культуру. 
У червні 1995 року було відкрито Посольство України в Мадриді, яке наразі знаходиться на вул. Ronda Abubilla, 52. Українська громада нечисленна, проте діє. Українці збираються в Мадриді при православній церкві Св. Марії Магдалени на Gran Via de Hortaleza, 48. Греко-католикам натомість служить Церква Благовіщення на Calle de la Princesa, 43.

## Столичний статус
Доля Мадрида була яскрава, адже за п'ять століть воно перетворилося з містечка на великий мегаполіс і ці перетворення його у велику метрополію нерозривно пов'язані з ознаменуванням Мадрида, як столиці багатогранного іспанського суспільства, починаючи з часів Великої Іспанської Імперії та закінчуючи теперішніми часами модернової Європейської країни. Саме з 1561 року постійне представництво Королівського суду розмістилося в містечку Мадрид, а юридичне визнання ролі столиці довелося чекати довше, аж до 1931 року, з появою Другої іспанської республіки, а в Конституції цей факт був закріплений у 1978 році. У 2006 році був прийнятий «закон про Столицю» і спеціальна схема розвитку Мадрида, яку затвердили муніципальні збори міста.
Як столиця держави, Мадрид є домом для державних установ Іспанії; тут розташовані Генеральний суд, міністерства, державні установи та пов'язані з ними структури, а також офіційна Резиденція королів Іспанії. На економічному рівні, Мадрид є основним діловим і фінансовим центром Іспанії, у наш час[коли?] це майже 50,1 % доходів в казну країни, та більше 5000 провідних іспанських компаній. Це місце знаходження основного фондового ринку в країні, з численними національними компаніями і з кількома найбільшими світовими корпораціями. Зі світових установ в місті розташувалися: Штаб-квартира Всесвітньої туристської організації (ЮНВТО), штаб-квартира Іберо-американського Секретаріату (СЕГІБ) і штаб-квартира Організації іберо-американських держав з питань освіти, науки і культури. Крім того, проводяться великі міжнародні зібрання з представниками-країнами іспаномовними; Постійний комітет Асоціації іспаномовних академій [10], Штаб-квартира Іспанської королівської академії (РАЕ) і штаб-квартира Інституту Сервантеса. В Мадриді організовуються ярмарки — ФНПР, Мадрид Fusion, ARCO, SIMO ВТК, Motor і тиждень моди Cibeles Мадрид.

## Географія міста

### Розташування
Місто Мадрид розташоване в центральній частині Іберійського півострова, за декілька миль на північ від гори Серра-де-Лос-Анджелес (що вважається іспанцями за географічний центр Іберійського півострова). Координати міста є 40° 26' пн. ш. 3° 41' зх. д. / 40433, −3683, а його середня висота над рівнем моря становить 667 м, що робить його найвищою столицею Європи (якщо не враховувати столицю Андорри). Географічні та кліматичні умови Мадрида відповідають характерним для Південної височини в Центрально-Іберійському плато. Місто розташоване в кількох милях від гірського хребта Сьєрра-де-Ґуадаррама (Sierra de Guadarrama) і розташоване в басейні річки Тежу.
Головною річковою артерією в Мадриді є річка Мансанарес, яка проникає до міста з підніжжя хребта Сьєрра-де-Ґуадаррама та мадридських околиць Монте-де-Ель-Пардо, і живить ще й однойменне водосховище, яке також отримує води від інших струмків та річок Техада і Маніна. Після цього річка продовжує нести свої води «легенями Мадрида», а вже згодом втікає в міські квартали. При виході з міста, річка проходить через східну околицю міста — Хетафе, де вона отримує воду зі струмка Кулебро, а незабаром впадає в більш повноводну річку Ярама (Jarama), яка несе свої води вздовж північно-східних границь міста, і протікає в безпосередній близькості від міста Рівас-Васиамадрид, і є найбільшою притокою річки Тежу. На додаток до тих струмків та потоків, що впадають у Мансанарес, існують й інші малі річки та потоки в місті Мадриді і його околицях, які мають нахил в іншу сторону і стікають в долину Кедрон, а згодом вливаються до річки Ґуадаррами — ще однієї притоки Тежу.

### Клімат
Мадрид перебуває в зоні середземноморсько-континентального клімату і сильно залежить від екологічного впливу самого міста.
Зими в місті холодні, при температурі нижче 4-5 °С, з частими заморозками та іноді снігопадами. Літо спекотне, температура в середньому становить близько 24 °C в липні й серпні, а максимальна температура іноді перевищує 35 °C. Амплітуда теплових щорічних змін (19 градусів, і ця цифра типова для південних плато) пояснюється великою відстанню до моря і висотою розташування міста (близько 600 м). Річна кількість опадів становить понад 400 мм, з дуже помітним мінімумом влітку, чотири сухих місяці — з червня по вересень, які змінюються набагато більш дощовим періодом, хоча загалом вважається, що місто розташоване в доволі посушливій зоні.
| Клімат Мадриду                             | Клімат Мадриду | Клімат Мадриду | Клімат Мадриду | Клімат Мадриду | Клімат Мадриду | Клімат Мадриду | Клімат Мадриду | Клімат Мадриду | Клімат Мадриду | Клімат Мадриду | Клімат Мадриду | Клімат Мадриду | Клімат Мадриду |
| Показник                                   | Січ.           | Лют.           | Бер.           | Квіт.          | Трав.          | Черв.          | Лип.           | Серп.          | Вер.           | Жовт.          | Лист.          | Груд.          | Рік            |
| Абсолютний максимум, °C                    | 20,1           | 22,0           | 26,7           | 30,1           | 35,5           | 39,3           | 40,0           | 40,3           | 38,9           | 28,7           | 22,7           | 18,6           | 40,3           |
| Середній максимум, °C                      | 9,8            | 12,0           | 16,3           | 18,2           | 22,2           | 28,2           | 32,1           | 31,3           | 26,4           | 19,4           | 13,5           | 10,0           | 19,9           |
| Середня температура, °C                    | 6,3            | 7,9            | 11,2           | 12,9           | 16,7           | 22,2           | 25,6           | 25,1           | 20,9           | 15,1           | 9,9            | 6,9            | 15,0           |
| Середній мінімум, °C                       | 2,7            | 3,7            | 6,2            | 7,7            | 11,3           | 16,1           | 19,0           | 18,8           | 15,4           | 10,7           | 6,3            | 3,6            | 10,1           |
| Абсолютний мінімум, °C                     | −13            | −7,5           | −4,5           | −1,5           | 3,3            | 7              | 9,8            | 8,6            | 4,1            | 0,3            | −3,8           | −6,5           | −13            |
| Середня кількість сонячних годин на місяць | 149            | 158            | 211            | 230            | 268            | 315            | 355            | 332            | 259            | 199            | 144            | 124            | 2744           |
| Норма опадів, мм                           | 33             | 35             | 25             | 45             | 51             | 21             | 12             | 10             | 22             | 60             | 58             | 51             |                |
| Днів з опадами                             | 6              | 5              | 4              | 7              | 7              | 3              | 2              | 2              | 3              | 7              | 7              | 7              | 59             |
| ------------------------------------------ | -------------- | -------------- | -------------- | -------------- | -------------- | -------------- | -------------- | -------------- | -------------- | -------------- | -------------- | -------------- | -------------- |

## Адміністративний поділ
| 1 2 3 4 5 6 7 8 9 10 11 12 13 14 15 16 17 18 19 20 21 |
| Номер на карті відповідає номеру округу.              |

Місто Мадрид управляється Міською радою Мадрида (Ayuntamiento de Madrid), представники якої обираються раз на чотири роки шляхом загального голосування всіх громадян, яким на той момент виповнилося 18 років. Мера столиці країни, також, вибирають на загальних муніципальних виборах. Мадрид адміністративно розділено на 21 округ, які, у свою чергу, поділені на райони. Кожен район знаходиться у веденні районної муніципальної ради, членам яких делегують свої представницькі функції мешканці цього конкретного району.
- 1. Центро Centro: (Palacio, Embajadores, Cortes, Justicia, Universidad, Sol).
- 2. Арґанзуела Arganzuela: (Imperial, Acacias, La Chopera, Legazpi, Delicias, Palos de Moguer, Atocha).
- 3. Ретіро Retiro: (Pacífico, Adelfas, Estrella, Ibiza, Jerónimos, Niño Jesús).
- 4. Саламанка Salamanca: (Recoletos, Goya, Parque de las Avenidas, Fuente del Berro, Guindalera, Lista, Castellana).
- 5. Чамартін Chamartín: (El Viso, Prosperidad, Ciudad Jardín, Hispanoamérica, Nueva España, Castilla).
- 6. Тетуан Tetuán: (Bellas Vistas, Cuatro Caminos, Castillejos, Almenara, Valdeacederas, Berruguete).
- 7. Чамбері Chamberí: (Gaztambide, Arapiles, Trafalgar, Almagro, Vallehermoso, Ríos Rosas).
- 8. Фуенкаррал-ель Пардо Fuencarral-El Pardo: (El Pardo, Fuentelarreina, Peñagrande, Barrio del Pilar, La Paz, Valverde, Mirasierra, El Goloso).
- 9. Монклоа-Аравака Moncloa-Aravaca: (Casa de Campo, Argüelles, Ciudad Universitaria, Valdezarza, Valdemarín, El Plantío, Aravaca).
- 10. Латіна Latina: (Los Cármenes, Puerta del Ángel, Lucero, Aluche, Las Águilas, Campamento, Cuatro Vientos).
- 11. Карабанчель Carabanchel: (Comillas, Opañel, San Isidro, Vista Alegre, Puerta Bonita, Buenavista, Abrantes).
- 12. Усера Usera: (Orcasitas, Orcasur, San Fermín, Almendrales, Moscardó, Zofío, Pradolongo).
- 13. Пуенте де Валлесас Puente de Vallecas: (Entrevías, San Diego, Palomeras Bajas, Palomeras Sureste, Portazgo, Numancia).
- 14. Мораталаз Moratalaz: (Pavones, Horcajo, Marroquina, Media Legua, Fontarrón, Vinateros).
- 15. Сьюдад Лінеаль Ciudad Lineal: (Ventas, Pueblo Nuevo, Quintana, La Concepción, San Pascual, San Juan Bautista, Colina, Atalaya, Costillares).
- 16. Горталіза Hortaleza: (Palomas, Valdefuentes, Canillas, Pinar del Rey, Apóstol Santiago, Piovera).
- 17. Віллаверде Villaverde: (San Andrés, San Cristóbal, Butarque, Los Rosales, Los Ángeles).
- 18. Вілла де Валлесас Villa de Vallecas: (Casco Histórico de Vallecas, Santa Eugenia).
- 19. Вікальваро Vicálvaro: (Casco Histórico de Vicálvaro, Ambroz).
- 20. Сан Блас San Blas: (Simancas, Hellín, Amposta, Arcos, Rosas, Rejas, Canillejas, Salvador).
- 21. Барахас Barajas: (Alameda de Osuna, Aeropuerto, Casco Histórico de Barajas, Timón, Corralejos).

## Демографія
Мешканці Мадрида називають себе «мадридцями» («madrilen~o» або «matritense»). Однак історично в народі мадридців також прозвали «кішки» (gatos), оскільки, за легендою, це наймення вони отримали ще в Середньовіччі за їхню здатність захоплювати замки, підіймаючись по стінах та скелях із голими руками, наче кішки.

### Населення та його приріст
Столиця займає перше місце в країні за чисельністю населення, яке збільшується, тепер, головним чином за рахунок іммігрантів. За останніми наявними даними, на 1 липня в 2005 населення Мадрида становить 3 228 914 жителів, що на 271 856 жителів більше, ніж за переписом 2001 року.
Найбільш густоназаселені райони міста: Латина (Latina) з 257 431 жителем, Пуенте-де-Вальекас (Puente de Vallecas) з 241 661 жителем, Карабанчель (Carabanchel) з 239 782 жителями і Сьюдад лінеаль (Ciudad lineal) з 231 029 жителями. Найменш заселені райони: Барахас (Barajas) з 42 200 мешканців, Вікальваро (Vica'lvaro) з 63 881 мешканцем, Вілья-де-Вальекас (Villa de Vallecas) з 65 842 мешканцями, що пояснюється великою кількістю зелених насаджень та недавнім розвитком цих районів.
За різними оцінками у Мадридській агломерації мешкають від 5,5 до 7 мільйонів осіб, що робить Мадрид другим за розміром містом Європи (після Берліна) та найбільшим мегаполісом Південної Європи.
У 2004 році було 32 851 дітей, народжених у місті Мадрид, що являє собою збільшення у порівнянні з попереднім роком. За останні чотири роки кількість народжених у регіоні постійно зростає. Коефіцієнт народжуваності збільшився на 10,38 % у порівнянні з 2000 роком. Більшість народжених від матерів у віці від 30 до 35 років, приблизно, 39 % всіх народжень, за ними йдуть матері у віці від 35 до 40 років з 25 % загальної кількості породіль, а матері у віці від 25 до 30 років становлять лише до 20 % породіль. Матері за 40 років становлять лише 4,62 % усіх породіль і жінок за 25 років — 12 % в списку породіль.
У 2004 році зареєстровано 26 527 смертей у Мадриді, що підтверджує збільшення цього числа, у порівнянні з попереднім роком, але залишаючись меншим числом, ніж у 2000, 2001 і 2002 роках.

### Етнічний склад і мови міста
За даними перепису 2008 року [8] іноземців у Мадриді нараховано 547 282 жителів, що становить 16,9 % загальної кількості мешканців. Райони з більшою кількістю іммігрантів: Усера — 28,37 %, Сентро — 26,87 %, Карабанчель — 22,72 % і Тетуан — 21,54 %, на відміну від районів з нижчою кількістю іммігрантів: Фуенкарраль-ель Падро — 9,27 %, Ретрят — 9,64 %, Чамартін — 11,74 % і Сан-Блас — 13,43 %.
Домінує іспанська мова, окрім неї населення міста використовує також каталонську, галісійську, баскську. Серед мов іммігрантів найвпливовіші арабська та румунська.

### Проблеми урбанізації та перенаселення
Активне збільшення населення міста є особливо помітним у період з 1940 по 1970 роки, завдяки великому обсягу внутрішньої міграції, коли до столиці переселилося багато вихідців з інших міст країни та селян. Цей швидкий ріст населення призвів до вдосконалення міського планування, створення мікрорайонів, у яких були організовані житлові масиви — так звані нетрі, в основному в південних районах міста. Однак, це зростання сповільнюється завдяки створенню муніципалітетів в столичному районі в 70-х роках XX століття, завдяки цьому спостерігалося незначне зменшення кількості мадридців. Але на початку XXI століття крива зростання чисельності населення знову поповзла догори, у результаті збільшення іноземної імміграції.
Щільність населення в місті Мадриді в 2005 році становить 5208,6 чол./км² або 52 жителів/га. Населення розподіляється нерівномірно по території міста, приміром, найбільш густонаселені райони розташовані в центральній частині, а його околиці мають набагато меншу від центральних кварталів щільність населення.
Найгустонаселеніші райони: Чамбері з 321 осіб на га., Центро з 286 осіб на га., Тетуан з 284 осіб на га. і Саламанка 280 осіб на га. Менш густонаселені райони: Фуенсаррал-ель Падро — 9 осіб / га., Барахас — 10 чоловік на гектар., Вілла де Вальекас — 13 чоловік на гектар. Щільність населення є критичним параметром в ціні на землю в конкретних районах міста. Таким чином, перші три найдорожчі райони (за ціною m^(2)) є Чамбері, Саламанка і Центро, відповідно в 5131€, 5130€ і 4566 €, відповідно. На відміну від районів, де земля дешевша: Вільяверде, Усера і Вилья-де-Вальекас за ціною 2495€, 2797€ і 2916 € / m2, відповідно.
Навколо міста Мадрид склалася столична агломерація з низки містечок та поселень. Згідно з проєктом про міські райони Іспанії 2005 року — (AUDES5) — Незабаром в столичному районі Мадрида буде проживати 5843031 жителів на площі 4609,7 км², щільність населення становитиме 1021,6 чол./км².

## Освіта
Підраховано, що близько 167 000 учнів навчаються в системі дошкільної освіти, 320 800 в системі початкової освіти, та близько 4500 здобувають спеціальну освіту, а близько 50 000 проходять курси професійної підготовки. [76] Всього неуніверситетською формою навчання зайнято більше мільйона спудеїв, з яких близько 600 000 навчаються в державних закладах, 260 000 у приватних закладах, що частково підтримуються державою та ще 150 000 в повністю приватних школах. [76] У місті Мадрид налічується 520 закладів з догляду за дитиною (98 державних та приватних 422), 235 державних дошкільних закладів — дитячі садочки і початкові школи, 106 середніх шкіл, 309 приватних шкіл і 24 зарубіжні навчальні інституції.
- Комільяський папський університет

## Економіка
Як і в усій Іспанії, у Мадриді існує тенденція перенесення усіх виробничих потужностей заводів в індустріальні парки. Основна промислова зона розташована на півдні та південному сході міста. За останні десятиліття у столиці активно розвивалася сфера послуг, яка нині забезпечує 85 % ВВП мегаполіса. Серед них на фінансові послуги припадає 31,91 % та на торгівлю — 31,84 %. Лише 9 % припадає на сектор промисловості. Як результат, Мадрид посідає лише друге місце в Іспанії як промисловий центр (після Барселони). 6 % міського ВВП припадає на динамічний сектор будівництва. Водночас, Мадрид відстає від інших європейських столиць у запровадженні нових технологій. За 2009 рік на Мадрид припадала більших іноземних інвестицій, вкладених в іспанську економіку. До початку світової економічної кризи 2007—2010 рр. валовий внутрішній продукт міста ріс значно вищими, ніж у інших західноєвропейських столиць, темпами — в середньому на 4 % щороку.

### Економічна історія міста
Під час Середньовіччя Мадрид був лише політичним і соціальним центром величезної імперії. На відміну від Лондона і Парижа, іспанська столиця практично не мала мануфактурного виробництва і активно проїдала багатства своїх колоній. Розвитку промисловості насамперед не сприяло географічне положення міста. На відміну від уже згаданих англійської та французької столиць, Мадрид лежить за сотні кілометрів від моря, у центрі малонаселеного плоскогір'я, і це серйозно заважало перетворенню адміністративної столиці імперії в комерційну.
Прокладення першої залізниці до Аранхуеса стало каталізатором розвитку будівельної індустрії Мадрида. Першим товаром, який почав перевозити вантажний поїзд, була деревина, що звозилася зі Сьєрри Високого Тахо. В місті процвітало видання книг і газет. Водночас столиці бракувало кваліфікованої робочої сили, що у XIX столітті зосереджувалася в Барселоні та в північних районах країни.
Активний промисловий розвиток міста розпочався лише після громадянської війни 1936—1939 рр. Хімічна, металургійна, електронна, фармацевтична, електротехнічна галузі промисловості перетворили Мадрид на другий за значенням промисловий центр країни. Цьому сприяла політика генерала Франко, спрямована на заохочення національних та міжнародних компаній у комерційній діяльності в столиці. Відкриття аеропорту Барахас перетворило Мадрид на найбільший авіавузол Південної Європи, а будівництво одного з найбільших у світі виставкових центрів ІФЕМА сприяло напливу бізнес-туристів з усього світу. На початку 21-го століття Мадрид вирізнявся вже і найвищим рівнем кваліфікації робочої сили, випередивши за цим показником Барселону. Столиця Іспанії лідирує і за кількістю прийнятих туристів, маючи найбільшу готельну інфраструктуру в країні.

## Транспорт
Мадрид обслуговують кілька доріг і три види громадського наземного транспорту, а також два аеропорти, один з яких є майже двома різними аеропортами. Велика кількість важливих автомобільних, залізничних та повітряних сполучень сходяться в столиці, забезпечуючи ефективне сполучення з іншими частинами столичного регіону та з рештою Іспанії та іншими частинами Європи.
У 1960-х роках були проведені широкі міські реформи, спрямовані на пристосування Мадрида до приватного автомобіля (зокрема, видалення бульварів і створення естакад), певною мірою подібно до інших європейських міст, але в чіткому контексті бідності публічних дебатів, які були обмежені диктатурою, яка ставила власні інтереси та інтереси своїх клієнтських мереж вище інших, коли йшлося про зміну міського середовища, тим самим маргіналізуючи пішохода.

### Автомобільний транспорт
Автомобілі (за винятком гібридних і електромобілів, а також жителів і гостей) були заборонені в центральній зоні Мадрида у 2018 році. Після заборони рівень забруднення в цьому районі знизився. У 2016 році було оголошено, що Мадрид припинить використання всіх дизельних автомобілів і вантажівок протягом наступного десятиліття.

### Громадський транспорт

Карта мадридського метро

Є чотири основні компоненти громадського транспорту з багатьма інтермодальними пересадками. Consorcio Regional de Transportes de Madrid (CRTM) координує роботу громадського транспорту між багатьма постачальниками в регіоні, гармонізуючи тарифи на послуги приміської залізниці, швидкого транзиту, легкорейкового та автобусного транспорту, які надають різні оператори.

#### Метро
Метро — це система швидкого транспорту, яка обслуговує Мадрид, а також деякі передмістя. Заснований у 1919 році, він зазнав значного розширення в другій половині 20 століття. Це третя за довжиною система метро в Європі (після Москви та Лондона) — 294 км. Станом на 2019 рік має 302 станції. Лише паризьке метро має більше станцій. Воно містить 13 ліній; 12 із них позначено кольорами та пронумеровано від 1 до 12 (лінія 1, лінія 2, лінія 3, лінія 4, лінія 5, лінія 6, лінія 7, лінія 8, лінія 9, лінія 10, лінія 11 і лінія 12), тоді як інший, короткий Ramal (R), пов’язує Оперу з Прінсіпі Піо.

#### Cercanías
Cercanías Madrid — це приміські поїзди, які використовуються для перевезень на великі відстані від передмість і за його межі до Мадрида, складається з дев’яти ліній загальною довжиною 578 км і понад 90 станцій. З меншою кількістю зупинок у центрі міста вони швидші, ніж метро, але курсують рідше. Ця система пов'язана з Метро (зараз 22 станції) і Легким Метро. Лінії мають назви: С-1, С-2, С-3, С-4, С-5, С-7, С-8, С-9, С-10 відповідно.

#### Автобуси
Існує густа мережа автобусних маршрутів, якими керує муніципальна компанія Empresa Municipal de Transportes (або EMT Madrid), яка працює 24 години на добу; спеціальні послуги під назвою «N lines» працюють у нічний час. Спеціальна лінія Airport Express Shuttle, що сполучає аеропорт із центром міста, має характерні жовті автобуси. На додаток до міських ліній, які обслуговує EMT, зелені автобуси (interurbanos) з'єднують місто з передмістям. Пізніші лінії, хоча також регулюються CRTM, часто управляються приватними операторами.
Майже половина всіх поїздок у столичній зоні здійснюється на громадському транспорті, це дуже висока частка порівняно з більшістю європейських міст.:62–4  Мадрид має 15723 таксі по всьому місту.

#### Таксі
Таксі регулюється спеціальним підрозділом служби таксі, органом, що залежить від міської ради Мадрида. Дозвіл передбачає бейдж на транспортний засіб і посвідчення для водія, якому має бути більше 18 років. З 1970-х років парк таксі залишався стабільним і складав близько 16 000 автомобілів, у 2014 році їх було 15 600.

### Міжміські перевезення

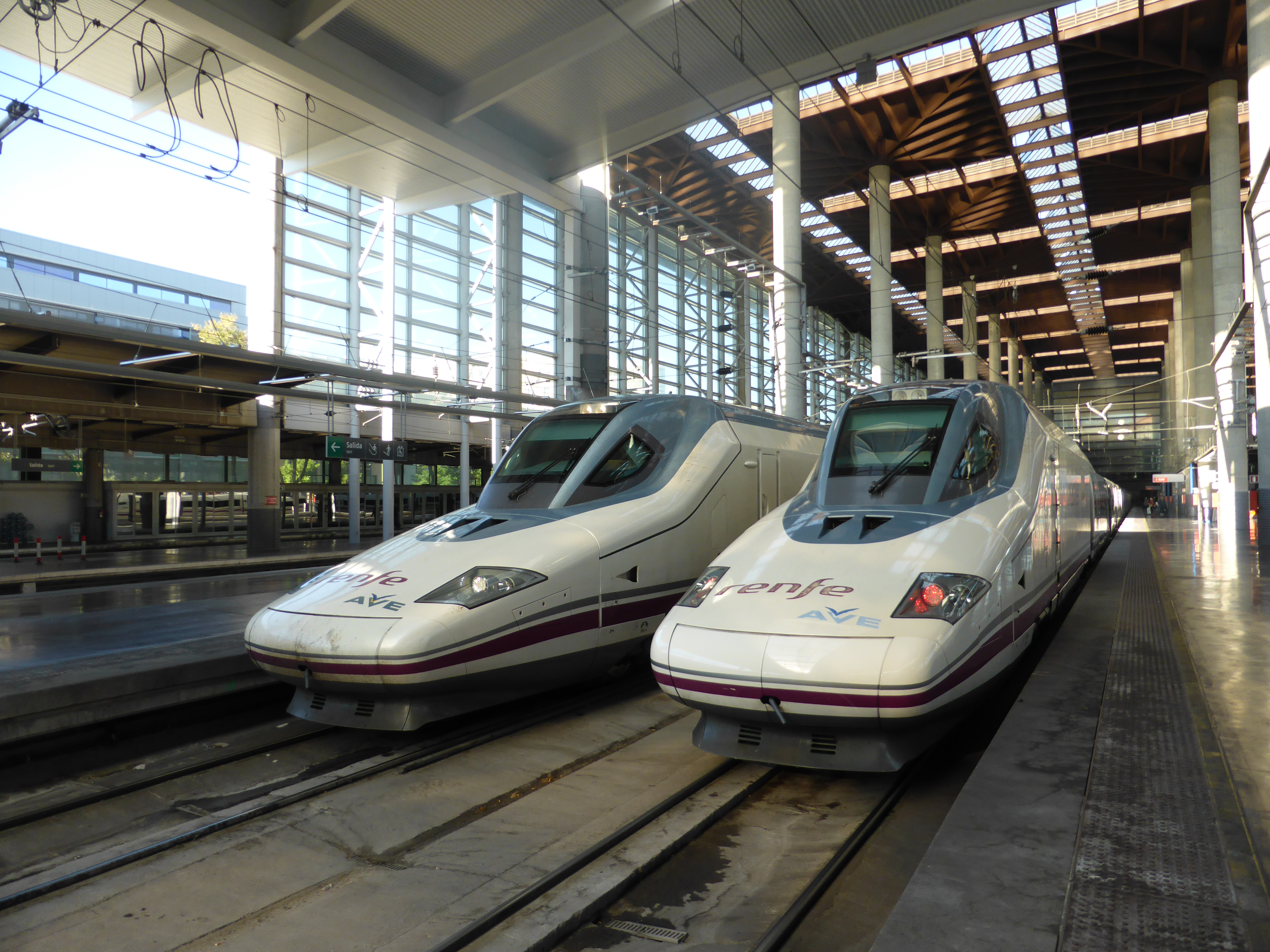
Рухомий склад AVE на станції Мадрид Аточа.

З точки зору транспорту на далекі відстані, Мадрид є центральним вузлом системи autovías, що дає місту прямі швидкісні автомобільні зв’язки з більшістю частин Іспанії та з Францією та Португалією. Він також є центром високошвидкісної залізничної системи Іспанії. Найбільш затребувані залізничні маршрути сполучають Мадрид з Барселоною, Валенсією, Севільєю та Малагою. Зараз існує 2900 км високошвидкісної залізничної колії, яка з’єднує Мадрид із 17 столицями провінцій, і будуються інші лінії. :72–75
Іспанські компанії розробляють нові високошвидкісні поїзди, які будуть AVE нового покоління, дуже схожі на поточний Talgo AVRIL.
Окрім місцевих і регіональних автобусних перевезень, Мадрид також є вузлом міжміського автобусного сполучення з багатьма національними напрямками. Estación Sur de Autobuses у Мендес-Альваро, найжвавіша автостанція в країні, також забезпечує міжнародне автобусне сполучення з містами Марокко, а також з різноманітними напрямками в Європі.

### Аеропорт

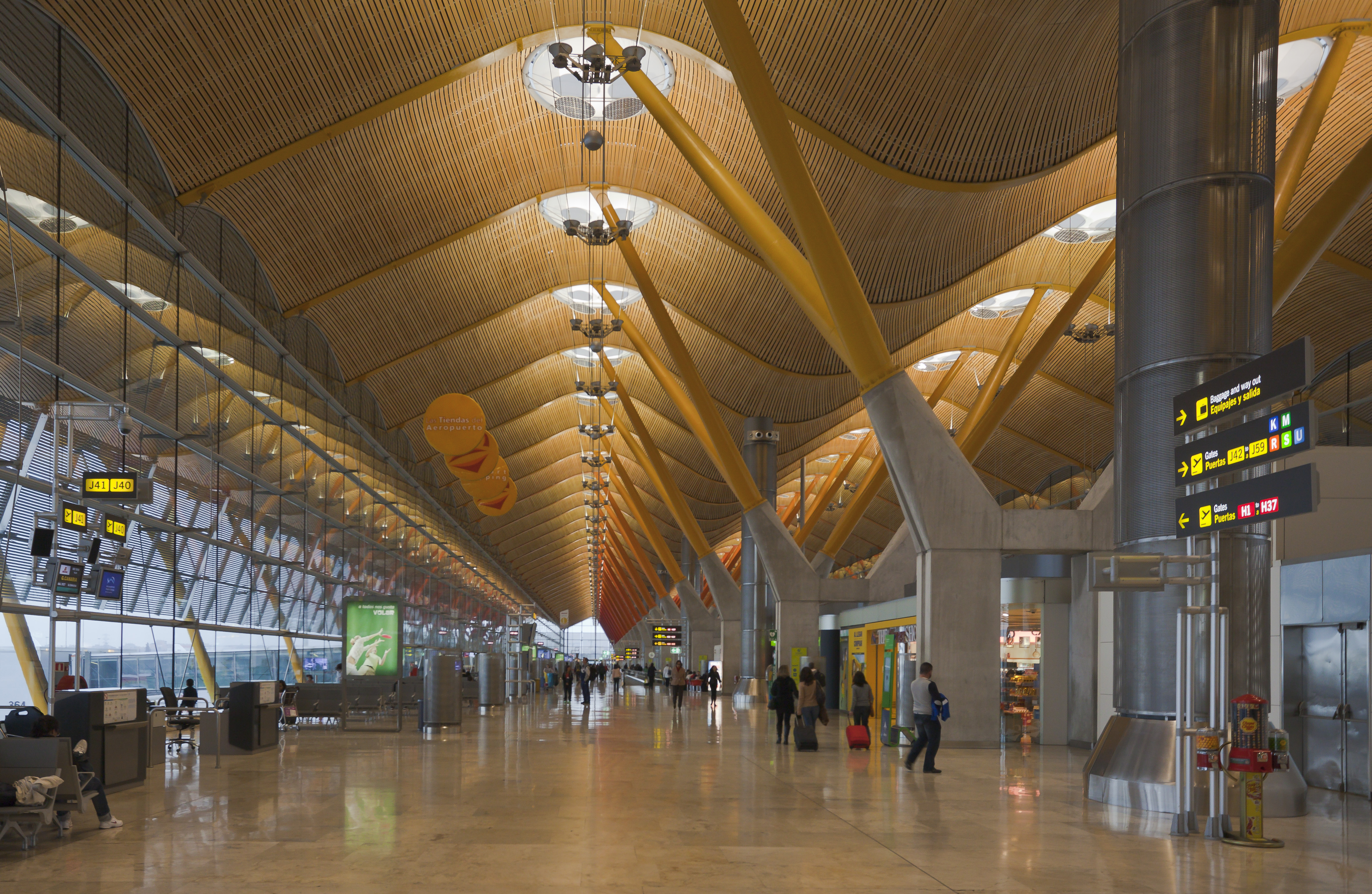
Інтер’єр терміналу 4 (T4) аеропорту Мадрид–Барахас

Мадрид також є домом для аеропорту Мадрид-Барахас, шостого за завантаженістю аеропорту в Європі, який щорічно обслуговує понад 60 мільйонів пасажирів, з яких 70% є міжнародними мандрівниками, на додаток до більшості авіаперевезень Іспанії до Азії Розташування Мадрида в центрі Піренейського півострова робить його головною базою логістики :79–80  Аеропорт Мадрид-Барахас має 4 термінали плюс термінал 4S, який називається супутниковим терміналом; цей термінал знаходиться за 2 км від терміналу 4 і з’єднаний потягом Automated People Mover System (APM).
Менший (і старіший) аеропорт Куатро В’єнтос має подвійне військове та цивільне призначення та містить кілька авіаційних шкіл. Авіабаза Торрехон, розташована в сусідньому муніципалітеті Торрехон-де-Ардос, також має другорядне цивільне використання, окрім військових цілей.

## Культура
Місто є однією з найгарніших столиць не тільки Європи, а й усього світу. Економічне та культурне життя міста зосереджені на Пасео-де-ла-Кастел'яна та на вулиці Алькала. Саме тут містяться найдорожчі магазини та найрозкішніші ресторани.

## Релігія
- Центр Мадридської архідіоцезії Католицької церкви.

## Спорт
«Реал Мадрид» був визнаний ФІФА найкращим футбольним клубом XX століття. У 1920 році клубу присвоєно звання королівського і він дістав свою назву.
Стадіон команди — «Сантьяго Бернабеу», розташований у північній частині міста. Місткість стадіону — більш 80 тис. глядачів. Відкриття стадіону відбулося 14 грудня 1947 року. Стадіон названий на честь Сантьяго Бернабеу Йесте — президента клубу в 1943—1978.
Одним з найсильніших футбольних клубів в історії Іспанії є «Атлетіко». Клуб базувався на стадіоні «Вісенте Кальдерон», що вміщував близько 55 тис. глядачів. Тепер «Атлетіко» грає домашні матчі на стадіоні «Ванда Метрополітано», що вміщує 67 703 глядачі. Стадіон є скандально відомим у Мадриді довгобудом, оскільки його капітальна реконструкція тривала близько тринадцяти років (2004—2017).
У 1982 році Мадрид, нарівні з іншими містами Іспанії, приймав чемпіонат світу з футболу. Фінал відбувся на стадіоні «Сантьяго Бернабеу», групові ігри — на стадіоні «Вісенте Кальдерон».
У 2009 році Мадрид посів друге місце за результатами голосування за право прийняти літні Олімпійські ігри 2016 року, поступившись Ріо-де-Жанейро.

## Музеї Мадрида

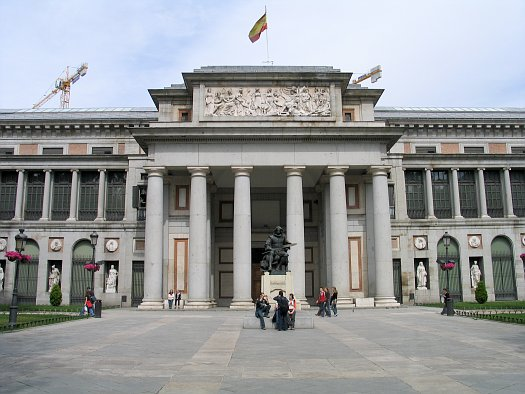
Музей Прадо.

Однією з найважливіших визначних пам'яток міста є музей Прадо, який заснувала Ізабелла Браганська, дружина Фердинанда VII. В 1819 р. музей розташувався в теперішній будівлі як Королівський музей. Будівлю музею на замовлення Карла III в 1785 р. спроєктував архітектор Хуан де Віл'януева.

### Музей Тіссен-Борнемісса
Розташований у палаці Вільяермоса, який змодельований Рафаелем Монео. Коли у XVIII столітті Салон Прадо став новим фешенебельним центром Мадрида, його купив герцог Вільяермоса. Він зруйнував Салон і наказав побудувати на його місці нову архітектурну споруду у стилі французького неокласицизму. Після смерті герцога, відповідальність за новостворену колекцію взяв його син — барон Генріх Тіссен Борнеміса, на честь якого і названий музей. Зібрання творів від фламандських примітивістів до сучасного авангарду. Більше 800 картин і скульптур, різьблених робіт, килимів та інших предметів мистецтва.
Усі колекції розташовані у хронологічному порядку, починаючи від доби Відродження до XX століття. На третьому поверсі представлені роботи доби Відродження і Класицизму, італійського Кватроченто, зразки італійських, німецьких і голландських майстрів XVI століття Альберта Дюрера, Ганса Гольбейна; і нарешті галерея, присвячена Тіціану, Тінторетто, Бассано, Ель Греко, Караваджо. На другому поверсі музею представлена колекція голландського мистецтва, зі зразками реалізму, рококо, неокласицизму, романтизму та імпресіонізму. Перший поверх наповнений картинами XX століття, у стилях від кубізму і авангардизму до Поп Арта. Вирізняються також деякі сучасні полотна Пікассо, Мондріана, Шагала, Гоппера.
Музей відкрився у жовтні 1992 р, після угоди між спадкоємцем барона Тіссена та іспанським урядом. Через рік держава стала єдиним власником цього унікального музею.
Палац Вільяермоса. Проїзд Прадо, 8. Метро: Banco de España. Години роботи: з 10:00 до 19:00, зачинений щопонеділка.

### Національний музей— центр мистецтв імені королеви Софії

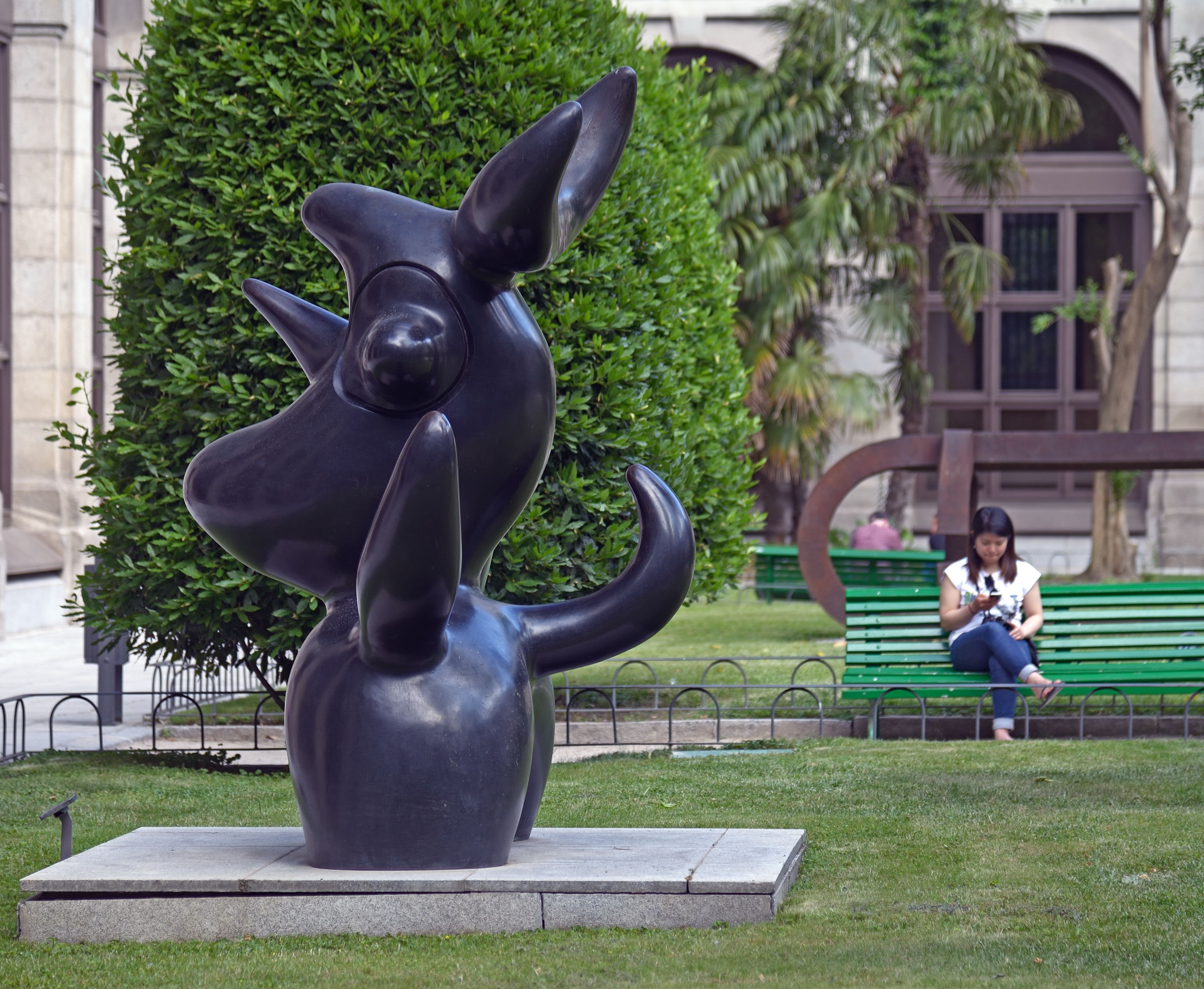
Скульптура Хуана Міро в патіо музею

Відкритий у вересні 1992 р. Це один з найбільших музеїв світу, що займає площу у 12 505 м². виставкових кімнат. Тут розташована постійна колекція сучасного іспанського мистецтва. У його залах можна побачити найрізноманітніші тимчасові виставки сучасних мистецтв: живопису, скульптури, відео, фотографії, кіно тощо. Містить колекції Пабло Пікассо і Сальвадора Далі. Найвідоміша робота музею — Герніка. У межах музею розташована безкоштовна бібліотека, присвячена живопису. Її фонди налічують 100 000 книг, 3500 звукових записів і 1000 відеозаписів. На фасаді музею можна побачити зовнішній ліфт, який надає споруді характерного виду. У 2007 році відбулося розширення музею.
Вулиця Санта Ісабель, 52. Метро: Atocha. Години роботи: з 10:00 до 21:00; неділя з 10:00 до 14:30; зачинений щовівторка.
Усі три музеї знаходяться в одному районі, утворюючи музейний трикутник.

## Бібліотеки
У Мадриді знаходиться одна з найбільших бібліотек світу, Національна бібліотека Іспанії, заснована в 1712 році як королівська бібліотека. Фонди бібліотеки становлять більше 25 млн одиниць зберігання, а з них — 15 млн книг.

## Мадридський протокол
У Мадриді 1991 р. прийнято Протокол з охорони навколишнього середовища до Договору про Антарктику (Мадридський протокол) (Protocol on environmental protection to the Antarctic Treaty). Згідно з Протоколом сторони взяли на себе відповідальність за всеосяжну охорону навколишнього середовища Антарктики і проголосили Антарктику охоронюваною територією, призначеною для миру і науки.

## Корида

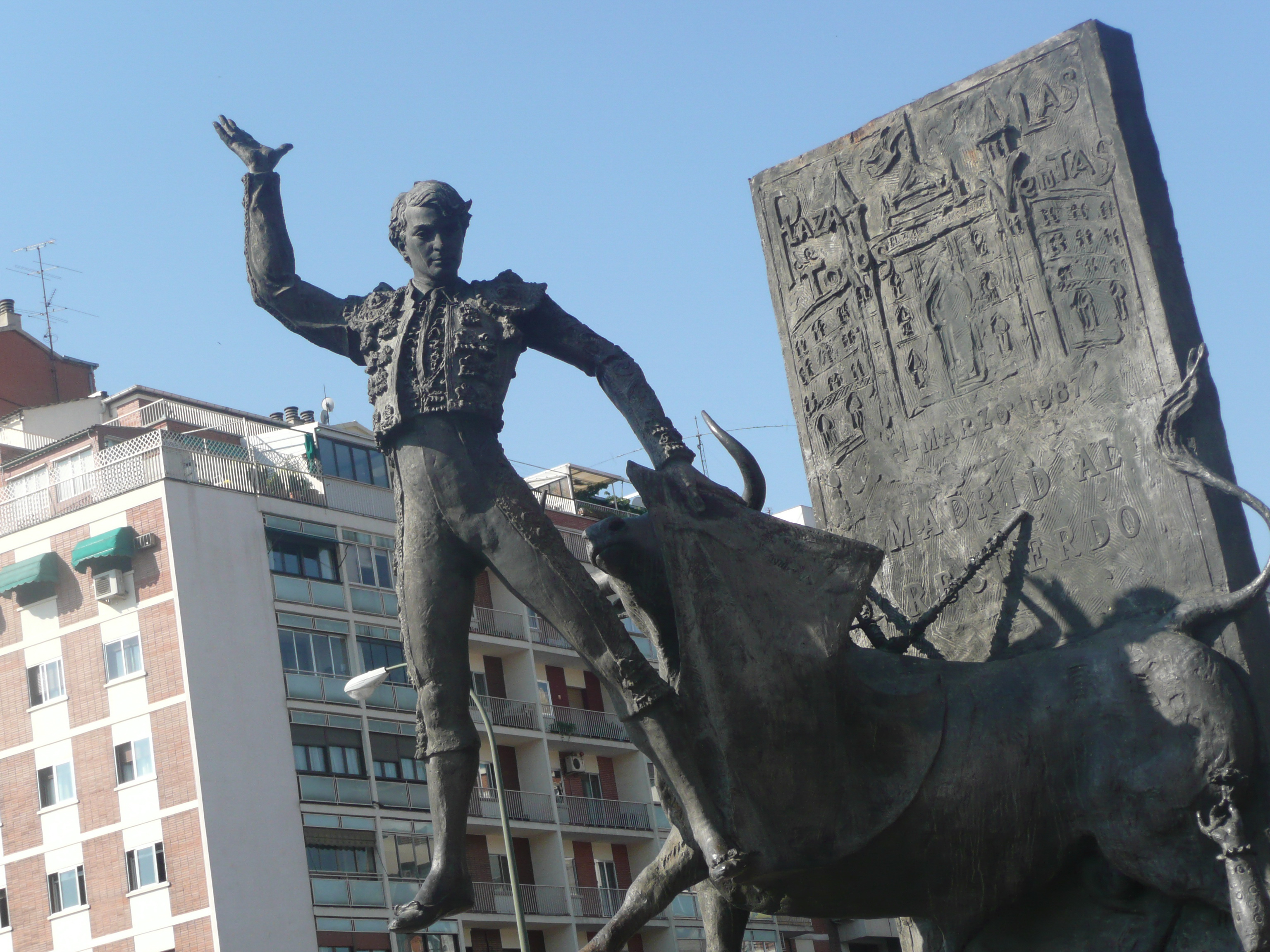
Монумент Хосе Куберо Санчесу

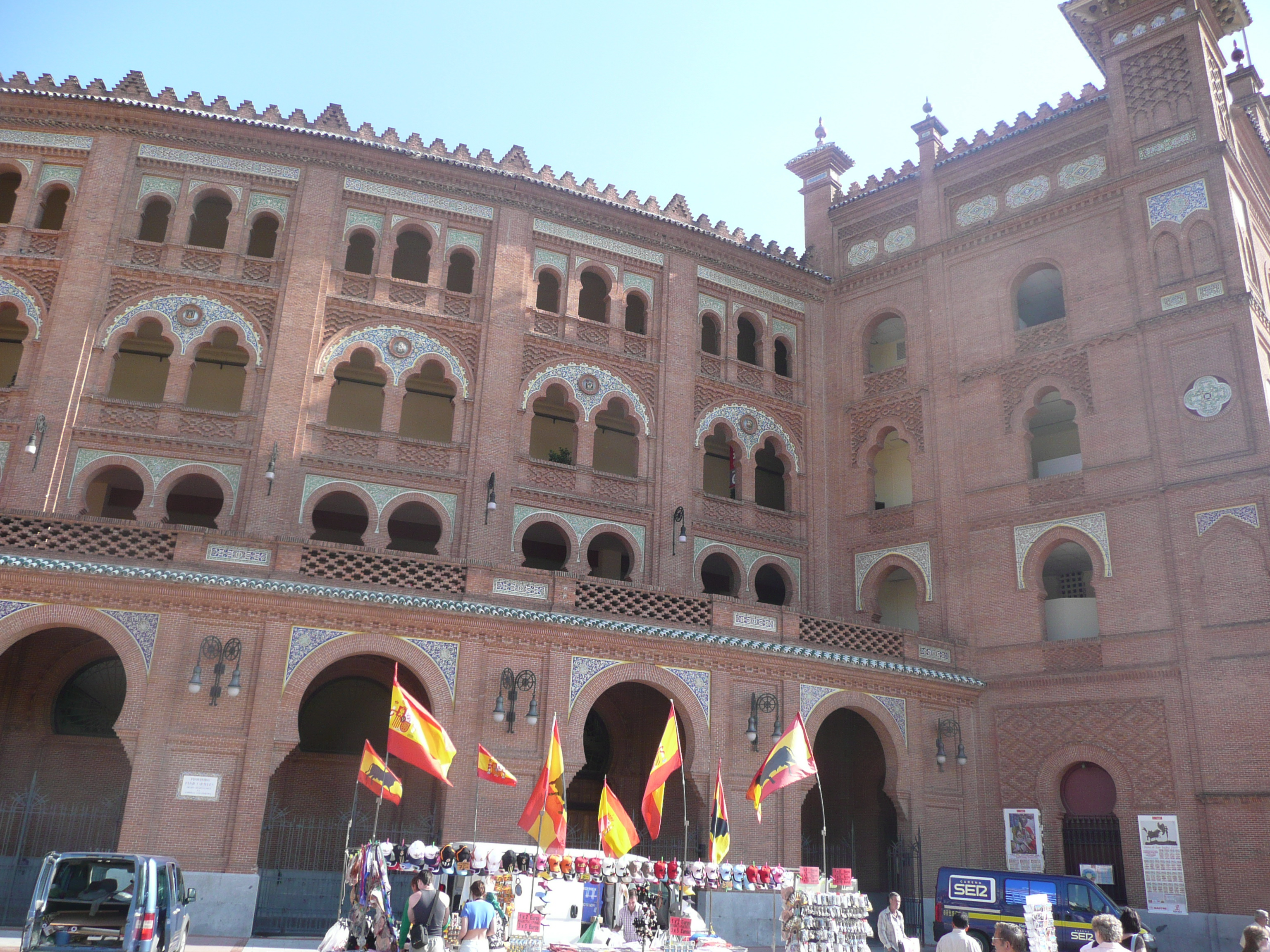
Арена Лас-Вентас

До початку XVIII ст. кінна корида в Мадриді проводилася на Пласа Майор в присутності короля. Після формування традицій сучасної пішої кориди в XVIII ст. головна арена знаходилася в районі воріт Алькала.
В 1925 р. була зведена грандіозна арена для кориди Лас-Вентас в кінці вулиці Алькала. Щонеділі з березня по жовтень тут проходять бої биків, які притягують любителів тавромахії та туристів з усього світу.
З 1 по 30 травня щороку на честь міських свят Св. Ісідора проводиться найважливіша серія боїв биків у світі — Feria de San Isidro.
Перед входом на Арену Лас-Вентас стоїть монумент, присвячений тореадору Хосе Куберо Санчесу (José Cubero Sánchez, 1964—1985) — монумент «помер тореро, народився янгол».

## Визначні пам'ятки

### Площа Пласа Майор

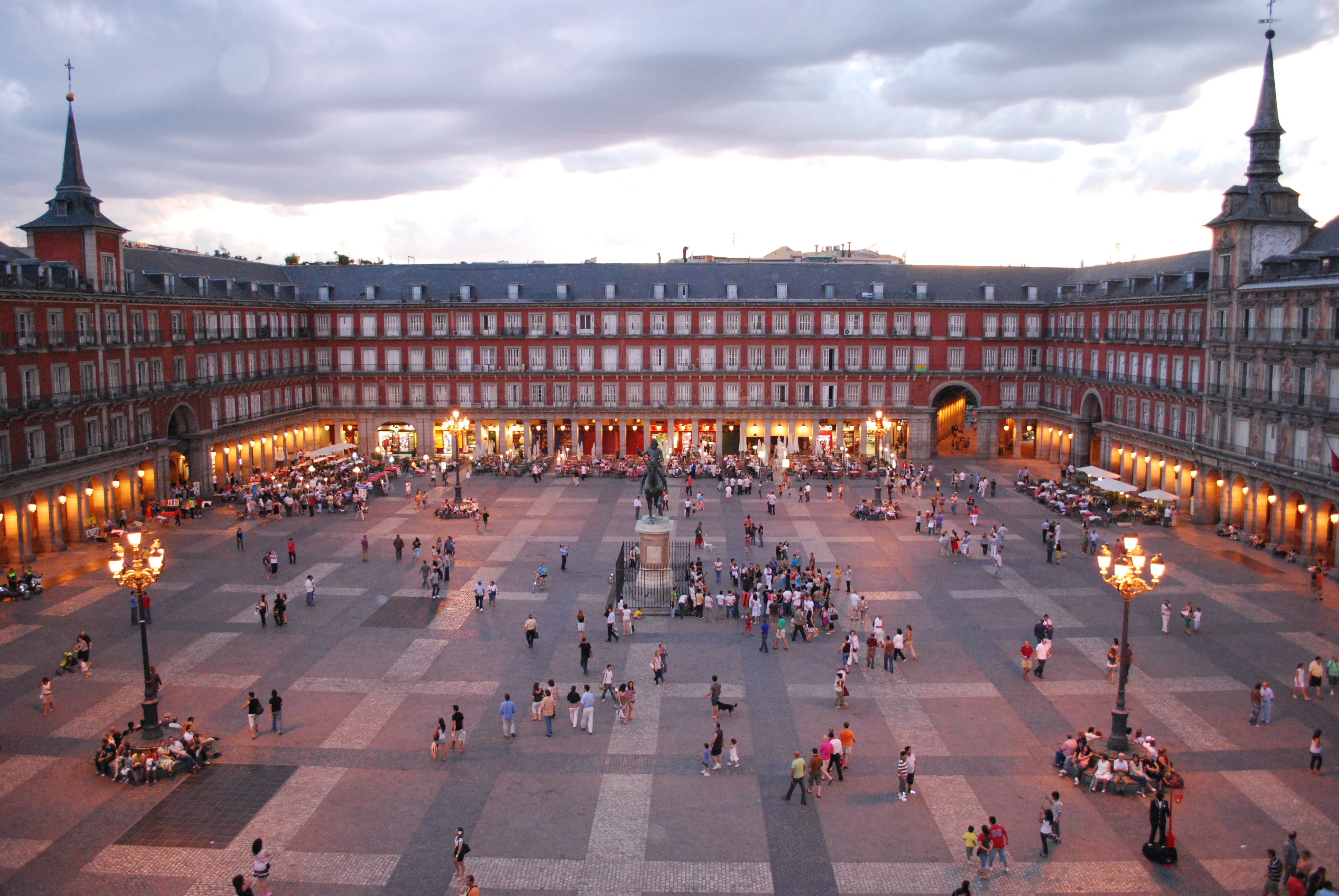
Пласа Майор

Площа Пласа Майор  створена під час правління короля Філіпа III архітектором Хуаном Гомесом де Мора. Роботу з будівництва, яка тривала два роки, було розпочато в 1617 р. Будівлі виконані в стилі мадридського бароко.
На площі знаходиться 136 будівель з 437 балконами, з яких раніше спостерігали за королівськими церемоніями, лицарськими турнірами, коридою та аутодафе.
В центрі площі знаходиться пам'ятник королю Філіпу III, першому іспанському королю династії Габсбургів. Донині площа є одним з найжвавіших куточків міста, тут знаходяться численні кафе та ресторани. Квадратні чи прямокутні площі з колонадами, подібними до Пласа Майор, можна побачити в інших містах Іспанії, а також колишніх колоніях Іспанії в Латинській Америці.

### Площа Пуерта дель Соль

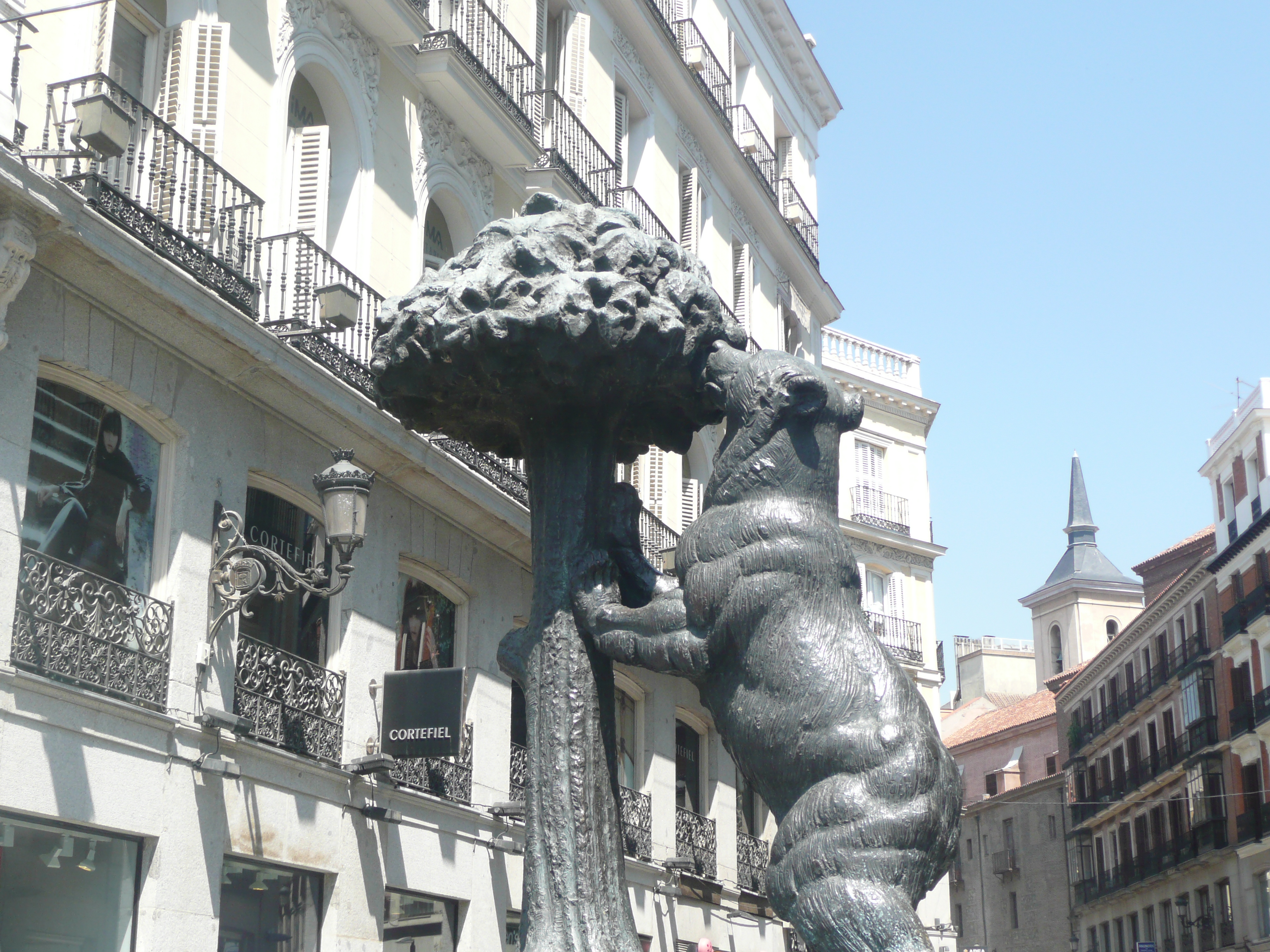
Пам'ятник «Ведмежа та суничне дерево»

Площа Пуерта дель Соль  слугує нульовою точкою відліку дорожніх відстаней в Іспанії (Мадрид є географічним центром країни, а площа центральною точкою міста). Назва площі пояснюється просто: в XV ст. тут проходив фортечний мур, а на місці площі знаходилися одні з міських воріт. На площі відбувалися такі події, як повстання 2 травня 1808 р. проти французького вторгнення та проголошення другої республіки в 1931 р. На площі знаходиться одна з перших станцій мадридського метро. Площа змагається з Пласа Майор за право вважатися центральною площею міста. Площа отримала сучасну еліптичну форму під час правління королеви Ізабелли II. З тих пір збереглася будівля пошти (1761 р.) з годинником, що сповіщав про прихід Нового року. Зараз в ній працює уряд Автономної області Мадрид. У часи Другої республіки, а пізніше — диктатури Франко будівля належала таємній поліції. На площі знаходиться будівля Академії Мистецтв (слід відзначити, що свого часу до Академії не був прийнятий Франсіско Гоя). На площі встановлено пам'ятник «Ведмежа та суничне дерево», яке є символом міста, та пам'ятник королю Карлу III.

### Площі Сібелес та Кановас дель Кастильо, бульвар Пасео дель Прадо

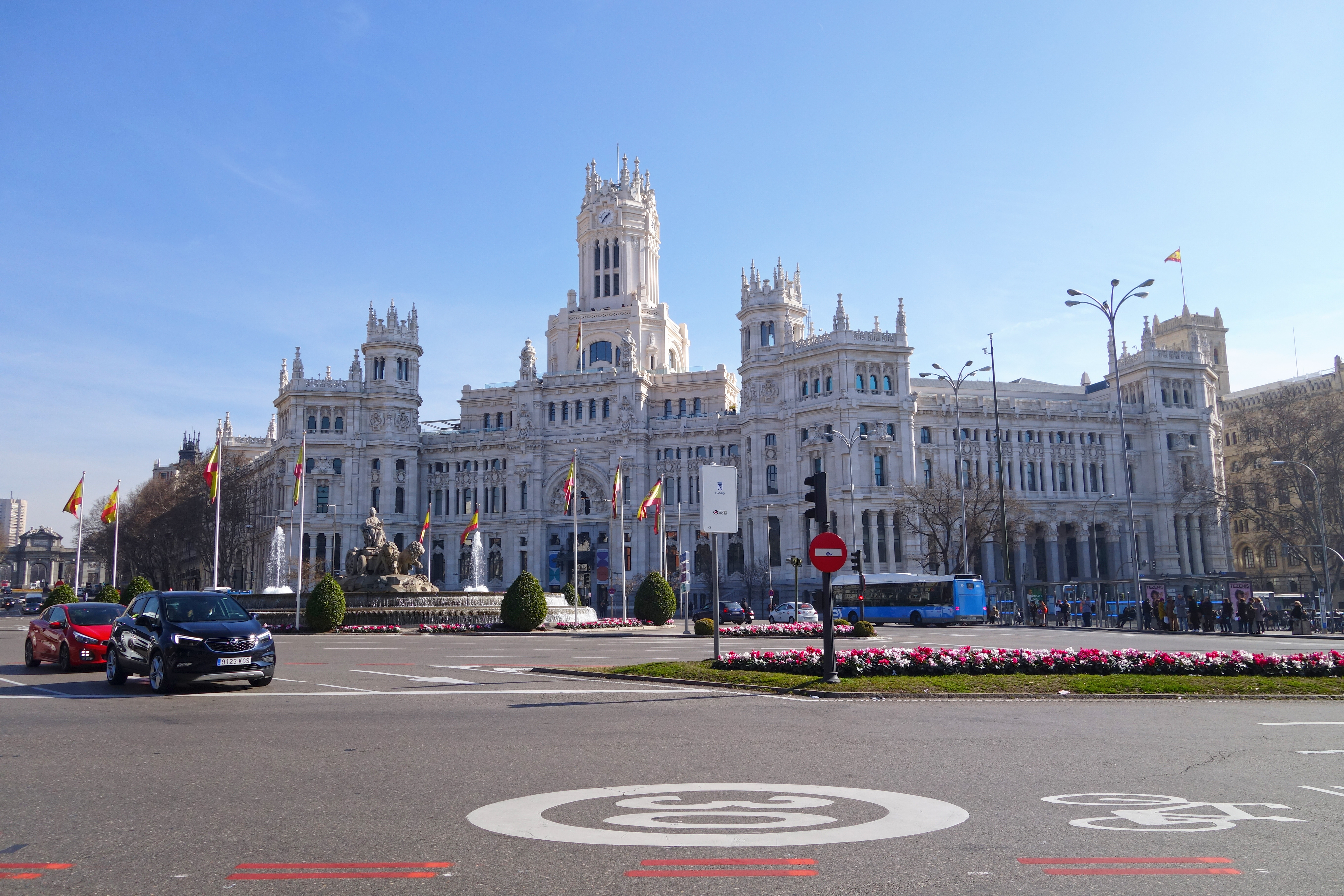
Площа Сібелес

У центрі площі Сібелес (ісп. Plaza de Cibeles) знаходиться фонтан з колісницею богині Кібели (створений в 1781 р. архітекторами Хосе Ермосіл'єю та Вентурою Родрігесом), який дав назву площі. Образ колісниці Кібели, запряженої левами та пантерами був дуже популярним.
Площа формується чотирма будівлями: неокласичним Банком Іспанії (1884 р.), палацом Буенавіста герцогів Альба (кінець XVIII ст.), особняком маркізів де Лінарес та будівлею Головного поштового управління в необароковому стилі (початок XX ст.).
Місце, на якому побудовано палац, вважалося проклятим. Колись тут були оливкові хащі, де ховалися бандити, а в 1808 р., під час війни за незалежність, французи побудували тут тюрму, де утримували полонених, страчували та ховали ув'язнених. В палаці проживало кілька поколінь сім'ї Мурга. За легендою, Хосе де Мурга-і-Реолід, маркіз Лінарес, нічого не підозрюючи, одружився зі своєю незаконнонародженою сестрою. Коли їм стало відомо про кровозмішення, вони вбили свою дитину, а тіло замурували в стіну. Маркіз покінчив з собою та був похований в саду.
З того часу примари батька та доньки бродять палацом. Хоча історичні джерела не підтверджують цю історію, багато парапсихологів зацікавились палацом Лінарес. В 1989 р. група під керуванням єзуїта Хосе Марії Пілона виявила джерело потужного психічного впливу в підвалі каплиці та в спальні маркіза. Також були зареєстровані різкі зміни температур в деяких кімнатах. Сол Бланке Солер зробив більше ніж 450 фотографій у замку. На 11 негативах проявилося дивне сяйво, яке не сприймалося оком. Під час досліджень плівок в лабораторії, маніпуляцій та підробок виявлено не було. З 1992 р. в палаці Лінарес знаходиться культурний центр «Каса де Америка». І здається, що примари залишили замок.

### Монументи в Мадриді

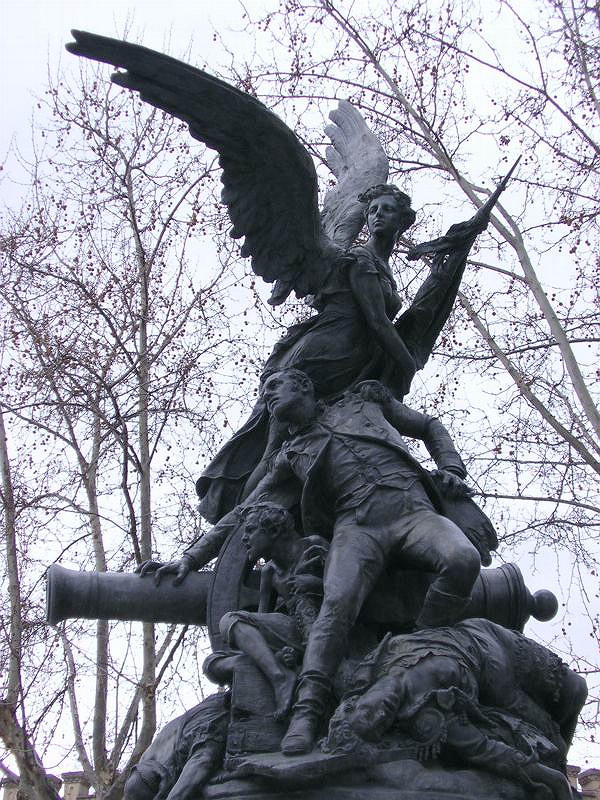
Ск. А.Марінес. Монумент повстанцям, розстріляним 2 травня 1808 р. вояками Наполеона
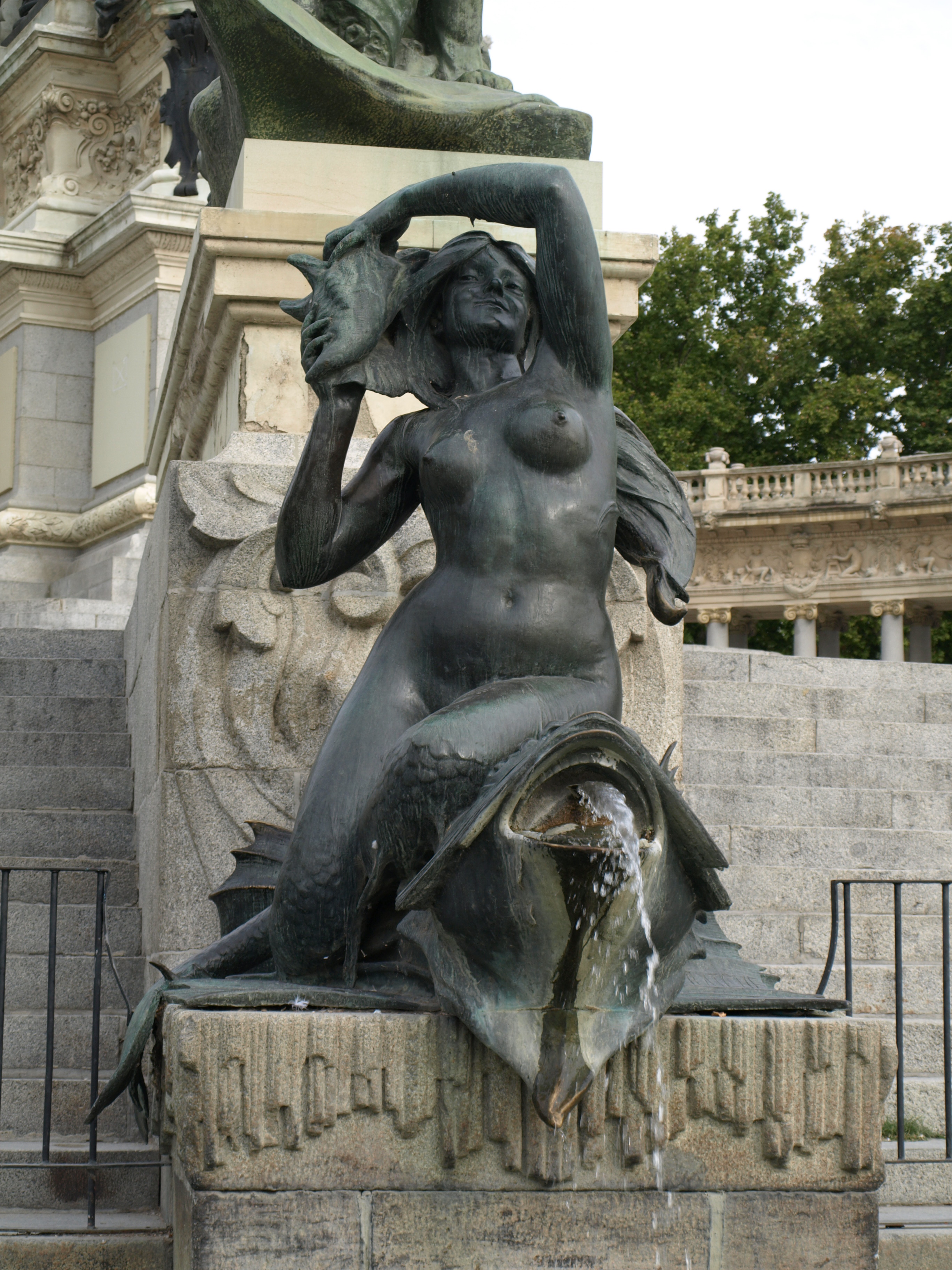
Наяда з мушлею (монумент Альфонсо XII, фрагмент)
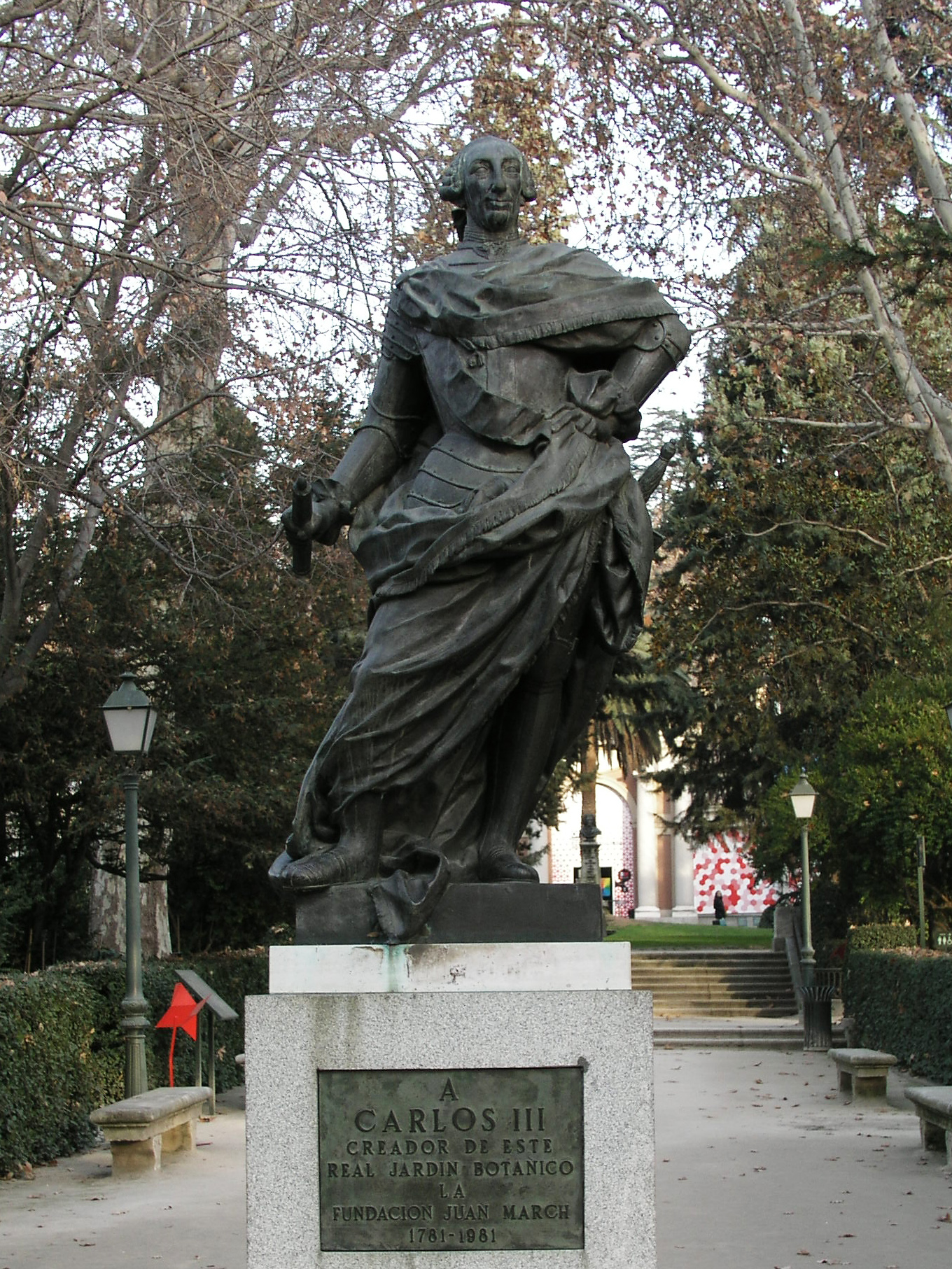
Король Карлос III
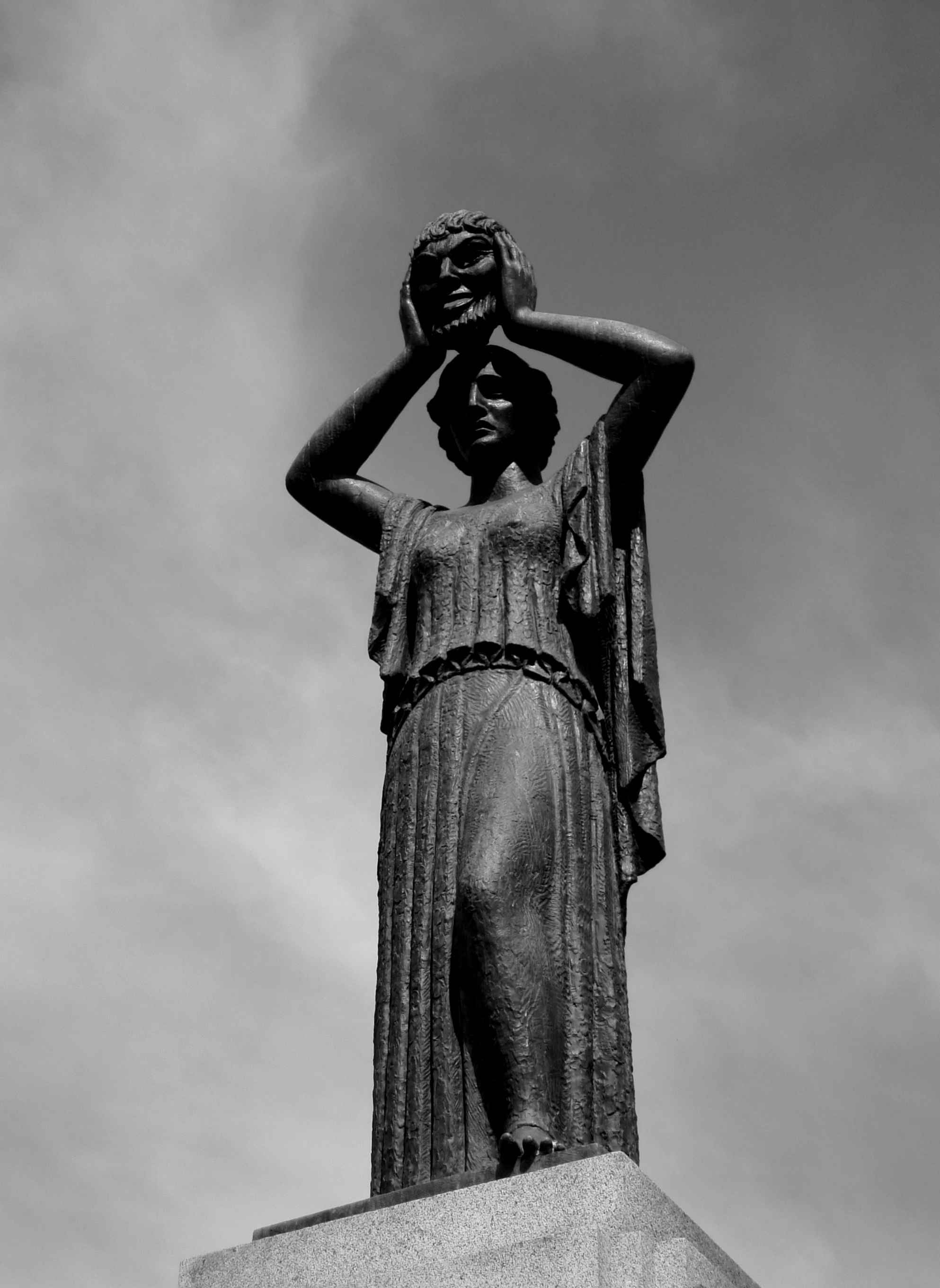
Монумент драматургу Хасінте Бенавенте
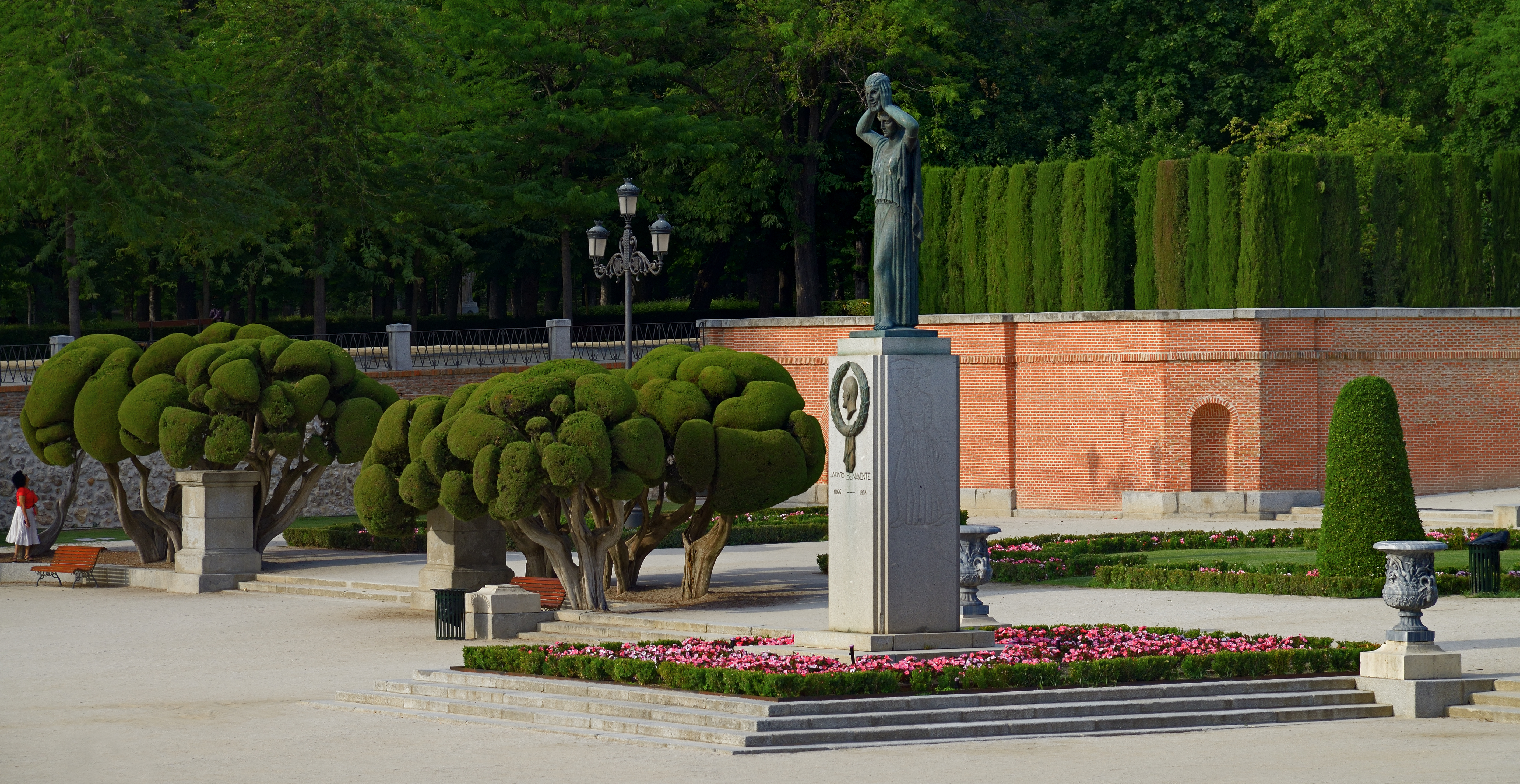
Пам'ятник Хасінто Бенавенте в Буен-Ретіро
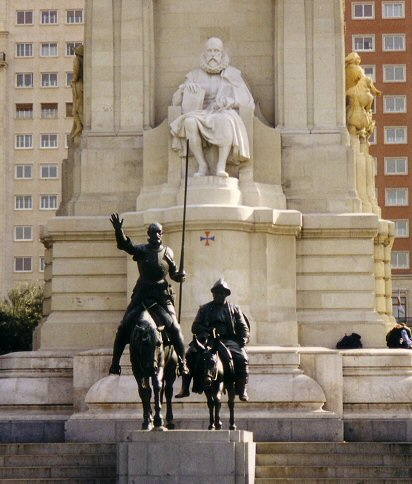
Пам'ятник Мігелю де Сервантесу

## Зовнішні відносини

### Міста-побратими
| - Афіни, Греція (1971) - Пекін, Китай (1985) - Белград, Сербія - Берлін, Німеччина (1988) - Буенос-Айрес, Аргентина - Бордо, Франція - Богота, Колумбія - Брюссель, Бельгія - Каракас, Венесуела - Гавана, Куба - Лісабон, Португалія - Манагуа, Нікарагуа - Мехіко, Мексика - Київ, Україна | - Монтевідео, Уругвай - Москва, Росія - Нью-Йорк, США - Нуакшот, Мавританія - Панама, Панама - Париж, Франція - Кіто, Еквадор - Рабат, Марокко - Сан-Хосе, Коста-Рика - Тегусігальпа, Гондурас - Триполі, Лівія - Варшава, Польща - Каїр, Єгипет |

## Цікаві факти
- За кількістю прийнятих туристів (більше 7 млн щороку) Мадрид посідає 4-те місце у світі, поступаючись лише Парижу, Риму та Нью-Йорку.
- У столиці Іспанії розташований найбільший королівський палац світу (2000 кімнат і залів).
- У Мадриді знаходиться штаб-квартира Світової Туристичної Організації, а у січні щороку організується одна з найбільших у світі туристичних виставок FITUR.
- Іспанська столиця — один з 5 найбільших культурно-мистецьких центрів планети; Саме тут розташовані музей Прадо (другий у світі після Лувра за кількістю представлених робіт), музей королеви Софії та музей Тіссена Борнемісса.
- Столиця Іспанії — найчисельніше місто країни і третє у Євросоюзі (поступається лише Лондону і Парижу).
- Мадрид — найбільш «зелена» столиця Західної Європи і друга у світі (після Токіо).
- Футбольний клуб «Реал Мадрид» — найбагатший клуб світу (з річними доходами у майже в 300 млн. Євро).
- У передмісті Мадрида м. Алькала де Енарес народився Мігель Сервантес — автор «Дон Кіхота».
- Столиця Іспанії має найактивніше нічне життя (так звана «мовіда») в усій Південній Європі.
- У Мадриді розташований найвідоміший гей-квартал континентальної Європи — Ла Чуека.
- Мадрид вважається одним з центрів світової моди.
- Столиця Іспанії — основний політичний центр країни. Тут працюють центральні органи влади, уряд і парламент країни, а також знаходиться головна резиденція іспанських королів.
- Мадрид — ключовий фінансовий і торговельний центр Іспанії, де розміщені головні офіси найвідоміших банків світу BBVA і Santander, а також найбільшої телекомунікаційної корпорації світу (за кількістю клієнтів) — Телефоніка.
- У Мадриді знаходиться найбільша фондова біржа Піренейського півострова, де котуються акції найбільших іспанських транснаціональних корпорацій.
- Мадрид поділяє з Гонконгом 10-те місце у списку найвпливовіших міст світу.
- Столиця є ключовим освітнім центром Іспанії, де навчається найбільша в країні кількість студентів.
- Мадрид — найбільший транспортний вузол Південної Європи, бо знаходиться на перехресті шляхів, що ведуть із Західної Європи в Африку та у Латинську Америку.
- В іспанській столиці знаходиться найбільший авіатермінал в Європі — Т4, а загальна пасажиромісткість усіх авіатерміналів сягає 75 млн пасажирів щороку.
- Мадрид — одна з найвищих столиць Європи, оскільки знаходиться на висоті 667 м над рівнем моря.
- У Мадриді знаходиться найбільша арена для бою биків у Європі і третя за розмірами у світі.
- На честь міста названо астероїд 14967 Мадрид.

## Персоналії
- Хасінто Бенавенте (1866—1954) — іспанський драматург
- Антоніо Морено (1887—1967) — американський кіноактор
- Хорхе Семпрун (1923—2011) — французький та іспанський письменник, громадський і державний діяч.